# Британска Гвајана
Британска Гвајана (енгл. British Guiana) је бивша колонија Уједињеног Краљевства која се налазила на северној обали Јужне Америке, а касније ју је наследила независна држава Гвајана. 
Територија коју је изворно колонизирала Холандија и ту су се претходно налазиле три Холандске колоније Есекуибо Демерара и Бербике). Те три колоније су биле освојене од стране британске војске у 1796. године, и званично припојене у Великој Британији у 1814. и консолидоване у једну колонија у 1831. године. Територија је постала независна од Британије 26. маја 1966. године. 